# Svartasjön (Asarums socken, Blekinge)
Svartasjön är en sjö i Karlshamns kommun i Blekinge och ingår i Mieåns huvudavrinningsområde.